# Seznam latinských filozofických a teologických výrazů
Toto je seznam některých latinských filozofických a teologických výrazů v Summě teologické.

## A
- a posteriori – odvozeně
- a priori – předem
- absolute – naprostě
- abstrahere – odlučovati
- accidens – případek
- acedia – nechuť
- actualis – skutkový
- actus (oppositum – potentia) – uskutečnění
- adaequate – přesně
- adaequatio – rovnost
- adaequatio – vyrovnanost
- ad fontes – k pramenům
- aequivocum – stejnojmenné
- aevum – dověkost
- affectus – cit
- alteratio – jinačení
- amor – milování
- analogie – obdoba
- apetitus – žádost
- apetitus concupiscibilis – žádost dychtivá
- apetitus irascibilis – žádost náhlivá
- arbitrium – rozhodování
- augmentum – růst, vzrůst

## C
- circumscriptive – okrouženě
- comprehendere – stihnouti
- conceptus, ratio, notio – pojem
- concupiscentia – dychtivost
- concupiscibilis – dychtivý
- confusum – zmatené
- connaturale – sourodé
- connexio – spojitost
- consequentia – následnost
- contemplatio – nazírání, vcítění
- contingens – nahodilé
- contradicere – odporovati
- contradictio – protiklad
- corruptibile – porušné
- cupiditas – chtivost

## D
- definitio – výměr, definice
- definitive – vytčeně
- delectatio – potěšení
- demeritum – provinění
- demonstratio – důkaz
- devotio – zbožnost
- differentia – odlišnost
- dilectio – obliba
- discursivus – postupující
- dispensatio – prominutí
- dispositio – uzpůsobení

## E
- efficiens – účinný
- ens – jsoucno
- esse – bytí
- essentia, quidditas- bytnost
- evidens – zřejmé
- exemplatum – napodobené
- existentia – jsoucnost
- expressio, ratio – výraz

## F
- facultas – schopnost
- fallax – lestné
- falsum – nesprávné
- fictio – klam
- figura – útvar
- finalis – účelový
- forma – tvar

## G
- genus – rod (gramatika)

## H
- habitus – pohotovost

## Ch
- charitas – láska

## I
- immutabilis – neproměnný
- implicite – zahaleně
- importat – obnáší
- individuare – jednotliviti
- individuum – ojedinělo
- informare – utvářeti
- informis – netvárné
- inhaerere – tkvíti
- integre – neztenčené
- irascibilis – náhlivý
- irregularitas – vyřazenost

## L
- libido – choutka, náruživost

## M
- manifestum – zjevné
- materia – hmota
- meritum de condigno – zásluha přesná
- meritum de congruo – zásluha slušnosti
- mutabilis – proměnný

## N
- notio, ratio – obsah
- notio, ratio – ráz
- notio, ratio, conceptus – pojem

## O
- oppositum – protilehlé
- ordinare – zaříditi

## P
- pars integralis – doplňková část
- participatio – podíl
- participatio – účast
- parts potentialis- působnostní část
- per se – o sobě
- potentia (oppositum – actus) – mohoucnost, mohutnost, možnost
- practicus – činorodý
- praedicamntum třída – všeobecná
- praejudicium – úhona, újma
- principium – původ
- privatio – omezení
- privatio – postrádání
- probabilis – důvodnost
- proportio – poměrnost
- proportionalitas – poměrovost

## Q
- qualitas (opositum – quantitas) – jakost, kvalita
- quantitas (opositum – qualitas) – ličnost, kolikost, kvantita, počet
- quidditas, essentia – bytnost
- quodquidest – co věc jest

## R
- ratio – význam
- ratio, expressio – výraz
- ratio, notio – obsah, ráz
- ratio, notio, conceptus – pojem
- reatus – provina
- religio – nábožnost
- repraesentare – znázorniti

## S
- secundum quid – z části
- sequitur, consequitur- sleduje
- species – druh
- species – podoba
- speculativus – bádavý
- subsistencia – svébytnost
- subsistere – býti o sobě
- substantia – podstata
- suppositum – svébytí

## T
- tendere – tíhnouti

## U
- universale – všeobecno
- univocum – jednoznačné

## V
- variabilis – měnivý
- variabilis – přeměnný